# عنایت الهی
عنایت الهی یا مشیت الهی (انگلیسی: Divine providence) مداخله خدا در جهان هستی است. معمولاً بین «عنایت عام» که به حمایت مستمر خداوند از وجود و قانون طبیعی اشاره دارد و «عنایت خاص» که به مداخله فوق‌العاده خداوند در زندگی مردم اشاره دارد، تمایز قائل می‌شوند. معجزه به‌طور کلی در دسته دوم قرار می‌گیرد.